# 香川県中学校一覧
| 総数                     | 68校             |
| 国立                     | 2校              |
| 公立                     | 62校             |
| 私立                     | 4校              |
| 教育委員会所在地         | 〒760-8582       |
| 香川県高松市天神前6番1号 |                  |
| 公式サイト               | 香川県教育委員会 |

香川県中学校一覧（かがわけんちゅうがっこういちらん）は、香川県の中学校の一覧。

## 国立中学校
- 香川大学教育学部附属高松中学校
- 香川大学教育学部附属坂出中学校

## 公立中学校

### 高松市

#### 県立
- 香川県立高松北中学校

#### 市立
- 高松市立桜町中学校
- 高松市立紫雲中学校
  - みねやま分校
- 高松市立玉藻中学校
- 高松市立高松第一中学校
- 高松市立屋島中学校
- 高松市立協和中学校
- 高松市立龍雲中学校
- 高松市立勝賀中学校
- 高松市立一宮中学校
- 高松市立香東中学校
- 高松市立下笠居中学校
  - 五色台分校
- 高松市立山田中学校
- 高松市立太田中学校
- 高松市立古高松中学校
- 高松市立木太中学校
- 高松市立塩江中学校
- 高松市立牟礼中学校
- 高松市立庵治中学校
- 高松市立香川第一中学校
- 高松市立香南中学校
- 高松市立国分寺中学校
- 高松市立男木中学校

### 丸亀市
- 丸亀市立東中学校
- 丸亀市立西中学校
- 丸亀市立南中学校
- 丸亀市立本島中学校
- 丸亀市立綾歌中学校
- 丸亀市立飯山中学校

### 坂出市
- 坂出市立坂出中学校
- 坂出市立白峰中学校
- 坂出市立東部中学校

### 善通寺市
- 善通寺市立東中学校
- 善通寺市立西中学校

### 観音寺市
- 観音寺市立伊吹中学校
- 観音寺市立大野原中学校
- 観音寺市立観音寺中学校
- 観音寺市立中部中学校
- 観音寺市立豊浜中学校

### さぬき市
- さぬき市立志度中学校
- さぬき市立さぬき南中学校
- さぬき市立長尾中学校

### 東かがわ市
- 東かがわ市立引田中学校
- 東かがわ市立白鳥小中学校
- 東かがわ市立大川中学校

### 三豊市

#### 組合立
- 三豊市観音寺市学校組合立三豊中学校

#### 市立
- 三豊市立仁尾中学校
- 三豊市立詫間中学校
- 三豊市立高瀬中学校
- 三豊市立豊中中学校
- 三豊市立和光中学校
- 三豊市立三野津中学校

### 小豆郡
- 小豆島町立小豆島中学校
- 土庄町立土庄中学校
- 土庄町立豊島中学校

### 木田郡
- 三木町立三木中学校

### 香川郡
- 直島町立直島中学校

### 綾歌郡
- 綾川町立綾川中学校
- 宇多津町立宇多津中学校

### 仲多度郡
- まんのう町立満濃中学校
- 多度津町立多度津中学校
- 琴平町立琴平中学校

## 私立中学校

### 高松市
- 大手前高松中学校
- 香川誠陵中学校

### 丸亀市
- 大手前丸亀中学校
- 香川県藤井中学校